# Сезон БК «Дніпро» Дніпропетровськ 2010—2011
| БК «Дніпро» у сезоні 2010/11 | БК «Дніпро» у сезоні 2010/11                                                     |
| ---------------------------- | -------------------------------------------------------------------------------- |
| Ліга                         | Українська баскетбольна суперліга Жіноча українська професійна баскетбольна ліга |
| Місце в лізі                 | ?                                                                                |
| Раунд у кубку                | Володар                                                                          |
| Раунд у Єдиній лізі ВТБ      | ?                                                                                |
| Головний тренер              | Денис Журавльов                                                                  |
| Президент                    | Валерій Кондратьєв                                                               |
| Арена                        | ПС Метеор, СК «Мегарон»                                                          |

У сезоні 2010—2011 року БК Дніпро виступає у різних змаганнях: в Українській Суперлізі та Єдиній лізі ВТБ. БК Дніпро вперше у своїй історії виграв Кубок Суперліги.

## Суперліга(чоловіки)
| Місце | Місце | Команда              | Ігри | Пер | Пор | Заб  | Пр   | Різн | Оч | %    |
| ----- | ----- | -------------------- | ---- | --- | --- | ---- | ---- | ---- | -- | ---- |
|       | 1     | БК Донецьк           | 48   | 37  | 11  | 3934 | 3427 | 507  | 85 | 77.1 |
|       | 1     | Будівельник          | 48   | 36  | 12  | 3857 | 3368 | 489  | 84 | 75.0 |
|       | 3     | Азовмаш              | 48   | 30  | 18  | 3915 | 3783 | 132  | 78 | 62.5 |
|       | 4     | БК Говерла           | 48   | 30  | 18  | 3724 | 3602 | 122  | 78 | 62.5 |
|       | 5     | МБК Миколаїв         | 48   | 28  | 20  | 3604 | 3608 | -4   | 76 | 58.3 |
|       | 6     | Ферро-ЗНТУ           | 48   | 25  | 23  | 3951 | 3922 | 29   | 73 | 52.1 |
|       | 7     | БК Дніпро            | 48   | 24  | 24  | 3735 | 3730 | 5    | 72 | 50.0 |
|       | 8     | Кривбасбаскет        | 48   | 21  | 27  | 3565 | 3751 | -206 | 69 | 43.8 |
|       | 9     | Дніпро-Азот          | 48   | 19  | 29  | 3547 | 3728 | -181 | 67 | 39.6 |
|       | 10    | БК Одеса             | 48   | 18  | 30  | 3793 | 3965 | -122 | 66 | 37.5 |
|       | 11    | Політехніка-Галичина | 48   | 17  | 31  | 3793 | 3962 | -169 | 65 | 35.4 |
|       | 12    | БК Хімік             | 48   | 16  | 32  | 3755 | 3834 | -89  | 64 | 33.3 |
|       | 13    | БК Київ              | 48   | 11  | 37  | 3296 | 3789 | -393 | 59 | 22.9 |

### I коло
| 25 вересня 2010 14.00 | Протокол | Дніпро                                            | 53–60 | БК «Київ»                                                 |  | ПС Метеор Глядачів: 3400 Судді: Борис Рижик, Володимир Педьєв, Олексій Калашніков | 2+2 |
| 25 вересня 2010 14.00 | Протокол | Рахунок за чвертями: 14-19, 8-12, 20-11, 11-18    |       |                                                           |  | ПС Метеор Глядачів: 3400 Судді: Борис Рижик, Володимир Педьєв, Олексій Калашніков | 2+2 |
| 25 вересня 2010 14.00 | Протокол | Очки: Буртт – 19 очок Підб.: Остін – 12 підбирань |       | Очки: Отверченко – 18 очок Підб.: Коваленко – 8 підбирань |  | ПС Метеор Глядачів: 3400 Судді: Борис Рижик, Володимир Педьєв, Олексій Калашніков | 2+2 |

| 27 вересня 2010 19.00 | Протокол | Дніпро                                                                     | 87–63 | МБК «Миколаїв»                                               |  | ПС Метеор Глядачів: 2400 Судді: Володимир Драбіковський, Роман Пономаренко, Олександр Нагорний | dnipro.ua |
| 27 вересня 2010 19.00 | Протокол | Рахунок за чвертями: 14-15, 19-17, 20-12, 34-19                            |       |                                                              |  | ПС Метеор Глядачів: 2400 Судді: Володимир Драбіковський, Роман Пономаренко, Олександр Нагорний | dnipro.ua |
| 27 вересня 2010 19.00 | Протокол | Очки: Буртт – 32 очки Підб.: Остін – 14 підбирань РП: Буртт – 5 асистувань |       | Очки: Леонід Яйло – 12 очок Підб.: Джеймс Х'юз – 9 підбирань |  | ПС Метеор Глядачів: 2400 Судді: Володимир Драбіковський, Роман Пономаренко, Олександр Нагорний | dnipro.ua |

| 9 жовтня 2010 14.00 | Протокол | БК «Говерла»                                                        | 74–57 | Дніпро                                                   |  | Глядачів: 1210 Судді: Борис Рижик, Сергій Чайковський, Володимир Педьєв |
| 9 жовтня 2010 14.00 | Протокол | Рахунок за чвертями: 15-16, 25-19, 23-13, 11-9                      |       |                                                          |  | Глядачів: 1210 Судді: Борис Рижик, Сергій Чайковський, Володимир Педьєв |
| 9 жовтня 2010 14.00 | Протокол | Очки: Джеремі Шаппел – 25 очок Підб.: Джеремі Шаппел – 12 підбирань |       | Очки: Денхам Браун – 16 очок Підб.: Остін – 13 підбирань |  | Глядачів: 1210 Судді: Борис Рижик, Сергій Чайковський, Володимир Педьєв |

| 11 жовтня 2010 | Протокол | БК «Галичина»                                                 | 90–94 | Дніпро                                                    | OT | Глядачів: 457 Судді: Борис Рижик, Володимир Педьєв, Олександр Нагорний |
| 11 жовтня 2010 | Протокол | Рахунок за чвертями: 21-22, 20-20, 13-18, 23-17 OT: 13-17     |       |                                                           | OT | Глядачів: 457 Судді: Борис Рижик, Володимир Педьєв, Олександр Нагорний |
| 11 жовтня 2010 | Протокол | Очки: Нік Вільямс – 23 очки Підб.: Алан Вігінс – 10 підбирань |       | Очки: Буртт – 23 очки Підб.: Ендрю Аделеке – 15 підбирань | OT | Глядачів: 457 Судді: Борис Рижик, Володимир Педьєв, Олександр Нагорний |

| 16 жовтня 2010 14.00 | Протокол | Ферро-ЗНТУ                                                            | 121–114 | Дніпро                                                    | OT | Глядачів: 987 Судді: Сергій Защук, Андрій Бабик, Олексій Широбоков |
| 16 жовтня 2010 14.00 | Протокол | Рахунок за чвертями: 26-21, 23-28, 26-28, 28-26 OT: 18-11             |         |                                                           | OT | Глядачів: 987 Судді: Сергій Защук, Андрій Бабик, Олексій Широбоков |
| 16 жовтня 2010 14.00 | Протокол | Очки: Крістіан Бьорнс - 27 очок Підб.: Крістіан Бьорнс - 11 підбирань |         | Очки: Буртт - 43 очки Підб.: Ендрю Аделеке - 12 підбирань | OT | Глядачів: 987 Судді: Сергій Защук, Андрій Бабик, Олексій Широбоков |

| 18 жовтня 2010 19.00 | Протокол | Дніпро                                                   | 92–70 | Кривбасбаскет                                                                   |  | ПС Метеор Глядачів: 3120 Судді: Сергій Чебишев, Роман Пономаренко, Володимир Педьєв |
| 18 жовтня 2010 19.00 | Протокол | Рахунок за чвертями: 22-17, 23-19, 26-21, 21-13          |       |                                                                                 |  | ПС Метеор Глядачів: 3120 Судді: Сергій Чебишев, Роман Пономаренко, Володимир Педьєв |
| 18 жовтня 2010 19.00 | Протокол | Очки: Буртт - 27 очок Підб.: Данило Козлов - 9 підбирань |       | Очки: Ігор Зайцев - 13 очок Підб.: Ігор Зайцев, Сільвестр Морган - 12 підбирань |  | ПС Метеор Глядачів: 3120 Судді: Сергій Чебишев, Роман Пономаренко, Володимир Педьєв |

| 21 жовтня 2010 19.00 | Протокол | БК Донецьк                                                     | 94–78 | Дніпро                                                                           |  | Глядачів: 2684 Судді: Роман Пономаренко, Владислав Ісаченко, Олексій Калашніков |
| 21 жовтня 2010 19.00 | Протокол | Рахунок за чвертями: 18-20, 16-26, 33-15, 27-17                |       |                                                                                  |  | Глядачів: 2684 Судді: Роман Пономаренко, Владислав Ісаченко, Олексій Калашніков |
| 21 жовтня 2010 19.00 | Протокол | Очки: Луіс Флорес - 21 очко Підб.: Хуан Едвардс - 11 підбирань |       | Очки: Буртт - 23 очки Підб.: Костянтин Глазирін і Ендрю Аделеке - по 6 підбирань |  | Глядачів: 2684 Судді: Роман Пономаренко, Владислав Ісаченко, Олексій Калашніков |

| 26 жовтня 2010 18.30 | Протокол | Дніпро-Азот                                                                         | 79–71 | Дніпро                                                   |  | Глядачів: 846 Судді: Роман Пономаренко, Андрій Бабик, Сергій Ніколащенко |
| 26 жовтня 2010 18.30 | Протокол | Рахунок за чвертями: 18-13, 25-15, 13-23, 23-20                                     |       |                                                          |  | Глядачів: 846 Судді: Роман Пономаренко, Андрій Бабик, Сергій Ніколащенко |
| 26 жовтня 2010 18.30 | Протокол | Очки: Ламар Карім і Сергій Горбенко - 16 очок Підб.: Сергій Горбенко - 10 підбирань |       | Очки: Буртт - 16 очок Підб.: Данило Козлов - 7 підбирань |  | Глядачів: 846 Судді: Роман Пономаренко, Андрій Бабик, Сергій Ніколащенко |

| 28 жовтня 2010 19.00 | Протокол | Дніпро                                                 | 76–77 | Будівельник                                                          |  | ПС Метеор Глядачів: 2690 Судді: Сергій Защук, Владислав Ісаченко, Андрій Тихонов |
| 28 жовтня 2010 19.00 | Протокол | Рахунок за чвертями: 16-18, 23-18, 16-17, 21-24        |       |                                                                      |  | ПС Метеор Глядачів: 2690 Судді: Сергій Защук, Владислав Ісаченко, Андрій Тихонов |
| 28 жовтня 2010 19.00 | Протокол | Очки: Буртт - 26 очок Підб.: Маріо Остін - 8 підбирань |       | Очки: Деуорік Спенсер - 27 очок Підб.: Деуорік Спенсер - 8 підбирань |  | ПС Метеор Глядачів: 2690 Судді: Сергій Защук, Владислав Ісаченко, Андрій Тихонов |

| 3 листопада 2010 18.00 | Протокол | Азовмаш                                                             | 80–88 | Дніпро                                                            |  | Глядачів: 2750 Судді: Сергій Защук, Валентин Сліпуха, Олександр Нагорний |
| 3 листопада 2010 18.00 | Протокол | Рахунок за чвертями: 22-28, 14-20, 24-18, 20-22                     |       |                                                                   |  | Глядачів: 2750 Судді: Сергій Защук, Валентин Сліпуха, Олександр Нагорний |
| 3 листопада 2010 18.00 | Протокол | Очки: Деніел Макклінток - 23 очки Підб.: Чарльз Томас - 9 підбирань |       | Очки: Маріо Остін - 22 очки Підб.: Максим Корнієнко - 9 підбирань |  | Глядачів: 2750 Судді: Сергій Защук, Валентин Сліпуха, Олександр Нагорний |

| 6 листопада 2010 14.00 | Протокол | Дніпро                                                  | 81–86 | БК Одеса                                                         |  | ПС Метеор Глядачів: 3500 Судді: Сергій Защук, Сергій Чайковський, Андрій Бабик | 2+2 |
| 6 листопада 2010 14.00 | Протокол | Рахунок за чвертями: 22-16, 20-20, 14-20, 25-30         |       |                                                                  |  | ПС Метеор Глядачів: 3500 Судді: Сергій Защук, Сергій Чайковський, Андрій Бабик | 2+2 |
| 6 листопада 2010 14.00 | Протокол | Очки: Буртт - 19 очок Підб.: Маріо Остін - 10 підбирань |       | Очки: Джон Де-Гроут - 28 очок Підб.: Джон Де-Гроут - 8 підбирань |  | ПС Метеор Глядачів: 3500 Судді: Сергій Защук, Сергій Чайковський, Андрій Бабик | 2+2 |

| 8 листопада 2010 19.00 | Протокол | Дніпро                                                    | 73–68 | БК Хімік                                                          |  | ПС Метеор Глядачів: 3200 Судді: Сергій Чебишев, Володимир Педьєв, Микола Амбросов |
| 8 листопада 2010 19.00 | Протокол | Рахунок за чвертями: 22-19, 16-14, 16-18, 19-17           |       |                                                                   |  | ПС Метеор Глядачів: 3200 Судді: Сергій Чебишев, Володимир Педьєв, Микола Амбросов |
| 8 листопада 2010 19.00 | Протокол | Очки: Буртт - 27 очок Підб.: Аарон Петтвей - 13 підбирань |       | Очки: Тоні Бізаца - 18 очок Підб.: Тревіс Гаррісон - 11 підбирань |  | ПС Метеор Глядачів: 3200 Судді: Сергій Чебишев, Володимир Педьєв, Микола Амбросов |

### II коло
| 19 листопада 2010 19.00 |                                                               | Дніпро | 72–66                                                          | БК «Говерла» |  | ПС Метеор Глядачів: 3200 Судді: Борис Рижик, Олег Вінокуров, Олександр Раєвський | 2+2 |
| 19 листопада 2010 19.00 | Рахунок за чвертями: 19-18, 19-10, 21-16, 13-22               |        |                                                                |              |  | ПС Метеор Глядачів: 3200 Судді: Борис Рижик, Олег Вінокуров, Олександр Раєвський | 2+2 |
| 19 листопада 2010 19.00 | Очки: Стівен Буртт - 18 очок Підб.: Маріо Остін - 9 підбирань |        | Очки: Данте Свонсон - 12 очок Підб.: Ігор Кривич - 9 підбирань |              |  | ПС Метеор Глядачів: 3200 Судді: Борис Рижик, Олег Вінокуров, Олександр Раєвський | 2+2 |

| 21 листопада 2010 14.00 | Протокол | Дніпро                                                           | 78–72 | БК «Галичина»                                              |  | ПС Метеор Глядачів: 3420 Судді: Сергій Чебишев, Владислав Ісаченко, Віктор Боженар |
| 21 листопада 2010 14.00 | Протокол | Рахунок за чвертями: 17-21, 21-18, 28-22, 12-11                  |       |                                                            |  | ПС Метеор Глядачів: 3420 Судді: Сергій Чебишев, Владислав Ісаченко, Віктор Боженар |
| 21 листопада 2010 14.00 | Протокол | Очки: Данило Козлов - 19 очок Підб.: Данило Козлов - 7 підбирань |       | Очки: Алан Вігінс - 26 очок Підб.: Вільям Фан- 9 підбирань |  | ПС Метеор Глядачів: 3420 Судді: Сергій Чебишев, Владислав Ісаченко, Віктор Боженар |

| 24 листопада 2010 16.00 | Протокол | МБК «Миколаїв»                                               | 62–87 | Дніпро                                                         |  | Глядачів: 1600 Судді: Олександр Нагорний, Олексій Калашніков, Олексій Широбоков |
| 24 листопада 2010 16.00 | Протокол | Рахунок за чвертями: 19-15, 18-26, 17-20, 8-26               |       |                                                                |  | Глядачів: 1600 Судді: Олександр Нагорний, Олексій Калашніков, Олексій Широбоков |
| 24 листопада 2010 16.00 | Протокол | Очки: Джастін Лав - 13 очок Підб.: Джеймс Х'юз - 7 підбирань |       | Очки: Стівен Буртт - 23 очки Підб.: Денхам Браун - 9 підбирань |  | Глядачів: 1600 Судді: Олександр Нагорний, Олексій Калашніков, Олексій Широбоков |

| 1 грудня 2010 19.00 | Протокол | Дніпро                                                         | 75–72 | БК Донецьк                                                             |  | ПС Метеор Глядачів: 3170 Судді: Роман Пономаренко, Володимир Педьєв, Олександр Біда |
| 1 грудня 2010 19.00 | Протокол | Рахунок за чвертями: 22-26, 17-16, 16-8, 20-22                 |       |                                                                        |  | ПС Метеор Глядачів: 3170 Судді: Роман Пономаренко, Володимир Педьєв, Олександр Біда |
| 1 грудня 2010 19.00 | Протокол | Очки: Стівен Буртт - 18 очок Підб.: Денхам Браун - 9 підбирань |       | Очки: Саша Васільевіч - 20 очок Підб.: Вячеслав Кравцов - 13 підбирань |  | ПС Метеор Глядачів: 3170 Судді: Роман Пономаренко, Володимир Педьєв, Олександр Біда |

| 4 грудня 2010 14.00 | Протокол | Будівельник                                                    | 83–72 | Дніпро                                                           |  | СК «Меридіан» Глядачів: 300 Судді: Володимир Драбіковський, Олександр Нагорний, Віктор Хоменко | 2+2 |
| 4 грудня 2010 14.00 | Протокол | Рахунок за чвертями: 21-14, 20-18, 29-13, 13-27                |       |                                                                  |  | СК «Меридіан» Глядачів: 300 Судді: Володимир Драбіковський, Олександр Нагорний, Віктор Хоменко | 2+2 |
| 4 грудня 2010 14.00 | Протокол | Очки: Ламейн Вілсон - 17 очок Підб.: Ендрю Беттс - 7 підбирань |       | Очки: Стівен Буртт - 35 очок Підб.: Аарон Петтвей - 12 підбирань |  | СК «Меридіан» Глядачів: 300 Судді: Володимир Драбіковський, Олександр Нагорний, Віктор Хоменко | 2+2 |

| 6 грудня 2010 19.00 | Протокол | БК «Київ»                                                              | 81–88 | Дніпро                                                            |  | СК «Меридіан» |
| 6 грудня 2010 19.00 | Протокол | Рахунок за чвертями: 21-17, 24-22, 13-32, 23-17                        |       |                                                                   |  | СК «Меридіан» |
| 6 грудня 2010 19.00 | Протокол | Очки: Віталій Коваленко - 34 очки Підб.: Олег Салтовець - 12 підбирань |       | Очки: Данило Козлов - 23 очки Підб.: Аарон Петтвей - 10 підбирань |  | СК «Меридіан» |

| 9 грудня 2010 19.00 | Протокол | Дніпро                                                          | 80–91 | Азовмаш                                                                    |  | ПС Метеор Глядачів: 3210 Судді: Владислав Ісаченко, Олексій Широбоков, Олексій Калашніков |
| 9 грудня 2010 19.00 | Протокол | Рахунок за чвертями: 20-25, 22-23, 19-28, 19-15                 |       |                                                                            |  | ПС Метеор Глядачів: 3210 Судді: Владислав Ісаченко, Олексій Широбоков, Олексій Калашніков |
| 9 грудня 2010 19.00 | Протокол | Очки: Стівен Буртт - 29 очок Підб.: Аарон Петтвей - 9 підбирань |       | Очки: Рамел Каррі, Чарльз Томас - 18 очок Підб.: Рамел Каррі - 9 підбирань |  | ПС Метеор Глядачів: 3210 Судді: Владислав Ісаченко, Олексій Широбоков, Олексій Калашніков |

| 18 грудня 2010 18.00 | Протокол | Кривбасбаскет                                              | 82–81 | Дніпро                                                                       |  | Глядачів: 1047 Судді: Владислав Ісаченко, Олексій Калашніков, Олександр Біда |
| 18 грудня 2010 18.00 | Протокол | Рахунок за чвертями: 21-11, 18-27, 17-21, 26-22            |       |                                                                              |  | Глядачів: 1047 Судді: Владислав Ісаченко, Олексій Калашніков, Олександр Біда |
| 18 грудня 2010 18.00 | Протокол | Очки: Боян Бакіч - 19 очок Підб.: Юріца Жужа - 9 підбирань |       | Очки: Стівен Буртт, Денхам Браун - 21 очко Підб.: Денхам Браун - 8 підбирань |  | Глядачів: 1047 Судді: Владислав Ісаченко, Олексій Калашніков, Олександр Біда |

| 21 грудня 2010 19.00 | Протокол | Дніпро                                                         | 89–81 | Ферро-ЗНТУ                                                         |  | ПС Метеор Глядачів: 3120 Судді: Сергій Чайковський, Олександр Нагорний, Олександр Закревський | 2+2 |
| 21 грудня 2010 19.00 | Протокол | Рахунок за чвертями: 21-16, 26-20, 21-17, 21-28                |       |                                                                    |  | ПС Метеор Глядачів: 3120 Судді: Сергій Чайковський, Олександр Нагорний, Олександр Закревський | 2+2 |
| 21 грудня 2010 19.00 | Протокол | Очки: Стівен Буртт - 28 очок Підб.: Маріо Остін - 12 підбирань |       | Очки: Вінсент Хантер - 22 очки Підб.: Вінсент Хантер - 9 підбирань |  | ПС Метеор Глядачів: 3120 Судді: Сергій Чайковський, Олександр Нагорний, Олександр Закревський | 2+2 |

| 23 грудня 2010 19.00 | Протокол | Дніпро                                                                       | 71–61 | Дніпро-Азот                                                          |  | ПС Метеор Глядачів: 3120 Судді: Олексій Калашніков, Володимир Педьєв, Олександр Біда |
| 23 грудня 2010 19.00 | Протокол | Рахунок за чвертями: 20-11, 15-20, 20-13, 16-17                              |       |                                                                      |  | ПС Метеор Глядачів: 3120 Судді: Олексій Калашніков, Володимир Педьєв, Олександр Біда |
| 23 грудня 2010 19.00 | Протокол | Очки: Стівен Буртт - 15 очок Підб.: Маріо Остін, Денхам Браун - 10 підбирань |       | Очки: Делонте Холланд - 15 очок Підб.: Делонте Холланд - 8 підбирань |  | ПС Метеор Глядачів: 3120 Судді: Олексій Калашніков, Володимир Педьєв, Олександр Біда |

| 26 грудня 2010 16.00 | Протокол | БК Одеса                                                         | 81–101 | Дніпро                                                         |  | Глядачів: 840 Судді: Володимир Драбіковський, Олександр Нагорний, Олександр Закревський |
| 26 грудня 2010 16.00 | Протокол | Рахунок за чвертями: 22-23, 19-27, 27-23, 13-28                  |        |                                                                |  | Глядачів: 840 Судді: Володимир Драбіковський, Олександр Нагорний, Олександр Закревський |
| 26 грудня 2010 16.00 | Протокол | Очки: Джон Де-Гроут - 23 очки Підб.: Джон Де-Гроут - 7 підбирань |        | Очки: Стівен Буртт - 38 очок Підб.: Маріо Остін - 12 підбирань |  | Глядачів: 840 Судді: Володимир Драбіковський, Олександр Нагорний, Олександр Закревський |

| 28 грудня 2010 18.00 | Протокол | БК Хімік                                                               | 89–73 | Дніпро                                                         |  | Глядачів: 1000 Судді: Сергій Чебишев, Володимир Педьєв, Олексій Широбоков |
| 28 грудня 2010 18.00 | Протокол | Рахунок за чвертями: 31-22, 21-17, 21-24, 16-10                        |       |                                                                |  | Глядачів: 1000 Судді: Сергій Чебишев, Володимир Педьєв, Олексій Широбоков |
| 28 грудня 2010 18.00 | Протокол | Очки: Куртіс Мілладж - 31 очко Підб.: Андрій Кальніченко - 9 підбирань |       | Очки: Стівен Буртт - 20 очок Підб.: Денхам Браун - 8 підбирань |  | Глядачів: 1000 Судді: Сергій Чебишев, Володимир Педьєв, Олексій Широбоков |

### III коло
| 8 січня 2011 14.00 | Протокол | БК «Київ»                                                              | 58–73 | Дніпро                                                         |  | СК «Меридіан» Глядачів: 450 Судді: Борис Шульга, Олексій Калашніков, Олександр Раєвський | 2+2 |
| 8 січня 2011 14.00 | Протокол | Рахунок за чвертями: 18-15, 10-22, 21-14, 9-22                         |       |                                                                |  | СК «Меридіан» Глядачів: 450 Судді: Борис Шульга, Олексій Калашніков, Олександр Раєвський | 2+2 |
| 8 січня 2011 14.00 | Протокол | Очки: Олександр Липовий - 17 очок Підб.: Олег Салтовець - 11 підбирань |       | Очки: Стівен Буртт - 25 очок Підб.: Денхам Браун - 6 підбирань |  | СК «Меридіан» Глядачів: 450 Судді: Борис Шульга, Олексій Калашніков, Олександр Раєвський | 2+2 |

| 22 січня 2011 14.00 | Протокол | БК «Говерла»                                                         | 79–62 | Дніпро                                                           |  | Глядачів: 1100 Судді: Борис Рижик, Андрій Бабик, Олександр Раєвський |
| 22 січня 2011 14.00 | Протокол | Рахунок за чвертями: 20-17, 22-17, 23-10, 14-18                      |       |                                                                  |  | Глядачів: 1100 Судді: Борис Рижик, Андрій Бабик, Олександр Раєвський |
| 22 січня 2011 14.00 | Протокол | Очки: Деррік Зіммерман - 17 очок Підб.: Джеремі Шаппел - 6 підбирань |       | Очки: Денхам Браун - 19 очок Підб.: Аарон Петтвей - 4 підбирання |  | Глядачів: 1100 Судді: Борис Рижик, Андрій Бабик, Олександр Раєвський |

| 24 січня 2011 19.00 | Протокол | БК «Галичина»                                                          | 93–89 | Дніпро                                           |  | Глядачів: 573 Судді: Олексій Калашніков, Володимир Педьєв, Євген Заікін |
| 24 січня 2011 19.00 | Протокол | Рахунок за чвертями: 21-25, 30-22, 18-28, 24-14                        |       |                                                  |  | Глядачів: 573 Судді: Олексій Калашніков, Володимир Педьєв, Євген Заікін |
| 24 січня 2011 19.00 | Протокол | Очки: Мартінас Андрюкайтіс - 15 очок Підб.: Алан Вігінс - 11 підбирань |       | Очки: 27 - очок Підб.: Маріо Остін - 9 підбирань |  | Глядачів: 573 Судді: Олексій Калашніков, Володимир Педьєв, Євген Заікін |

| 29 січня 2011 14.00 | Протокол | Дніпро                                                        | 80–69 | Кривбасбаскет                                                                 |  | ПС Метеор Глядачів: 2800 Судді: Сергій Чебишев, Віктор Боженар, Олег Вінокуров |
| 29 січня 2011 14.00 | Протокол | Рахунок за чвертями: 22-18, 19-19, 18-14, 21-18               |       |                                                                               |  | ПС Метеор Глядачів: 2800 Судді: Сергій Чебишев, Віктор Боженар, Олег Вінокуров |
| 29 січня 2011 14.00 | Протокол | Очки: Стівен Буртт - 21 очко Підб.: Маріо Остін - 9 підбирань |       | Очки: Віктор Кондратовець - 22 очки Підб.: Віталій Мальчевський - 8 підбирань |  | ПС Метеор Глядачів: 2800 Судді: Сергій Чебишев, Віктор Боженар, Олег Вінокуров |

| 1 лютого 2011 19.00 | Протокол | Ферро-ЗНТУ                                                          | 87–61 | Дніпро                                                             |  | Глядачів: 1067 Судді: Сергій Защук, Сергій Чайковський, Віктор Хоменко |
| 1 лютого 2011 19.00 | Протокол | Рахунок за чвертями: 20-17, 29-17, 18-8, 20-19                      |       |                                                                    |  | Глядачів: 1067 Судді: Сергій Защук, Сергій Чайковський, Віктор Хоменко |
| 1 лютого 2011 19.00 | Протокол | Очки: Вінсент Хантер - 26 очок Підб.: Крістіан Бьорнс - 9 підбирань |       | Очки: Стівен Буртт - 12 очок Підб.: Максим Корнієнко - 9 підбирань |  | Глядачів: 1067 Судді: Сергій Защук, Сергій Чайковський, Віктор Хоменко |

| 5 лютого 2011 14.00 | Протокол | Дніпро                                                        | 101–66 | МБК «Миколаїв»                                                                              |  | ПС Метеор Глядачів: 3500 Судді: Борис Рижик, Володимир Педьєв, Сергій Ніколащенко |
| 5 лютого 2011 14.00 | Протокол | Рахунок за чвертями: 27-20, 17-17, 25-11, 32-18               |        |                                                                                             |  | ПС Метеор Глядачів: 3500 Судді: Борис Рижик, Володимир Педьєв, Сергій Ніколащенко |
| 5 лютого 2011 14.00 | Протокол | Очки: Денхам Браун - 19 очок Підб.: Маріо Остін - 9 підбирань |        | Очки: Іван Гілєвич - 17 очок Підб.: Іван Гілєвич, Брайан Грін, Юріс Умбрашко - 4 підбирання |  | ПС Метеор Глядачів: 3500 Судді: Борис Рижик, Володимир Педьєв, Сергій Ніколащенко |

| 7 лютого 2011 18.00 | Протокол | БК Донецьк                                                             | 78–86 | Дніпро                                                           |  | Глядачів: 444 Судді: Сергій Чебишев, Андрій Бабик, Олексій Широбоков |
| 7 лютого 2011 18.00 | Протокол | Рахунок за чвертями: 18-19, 13-17, 19-21, 28-29                        |       |                                                                  |  | Глядачів: 444 Судді: Сергій Чебишев, Андрій Бабик, Олексій Широбоков |
| 7 лютого 2011 18.00 | Протокол | Очки: Бранко Цветковіч - 17 очок Підб.: Бранко Цветковіч - 8 підбирань |       | Очки: Стівен Буртт - 36 очок Підб.: Аарон Петтвей - 10 підбирань |  | Глядачів: 444 Судді: Сергій Чебишев, Андрій Бабик, Олексій Широбоков |

| 16 лютого 2011 19.00 | Протокол | Азовмаш                                                              | 87–62 | Дніпро                                                             |  | Глядачів: 2700 |
| 16 лютого 2011 19.00 | Протокол | Рахунок за чвертями: 14-15, 28-11, 21-20, 24-16                      |       |                                                                    |  | Глядачів: 2700 |
| 16 лютого 2011 19.00 | Протокол | Очки: Фред Хаус - 20 очок Підб.: Діметріус Александер - 11 підбирань |       | Очки: Стівен Буртт - 20 очок Підб.: Максим Корнієнко - 9 підбирань |  | Глядачів: 2700 |

| 19 лютого 2011 14.00 | Протокол | Дніпро                                                        | 49–68 | Будівельник                                                   |  | ПС Метеор Глядачів: 2300 Судді: Борис Шульга, Володимир Педьєв, Олександр Буханевич |
| 19 лютого 2011 14.00 | Протокол | Рахунок за чвертями: 16-25, 18-10, 4-15, 11-18                |       |                                                               |  | ПС Метеор Глядачів: 2300 Судді: Борис Шульга, Володимир Педьєв, Олександр Буханевич |
| 19 лютого 2011 14.00 | Протокол | Очки: Денхам Браун - 22 очки Підб.: Маріо Остін - 8 підбирань |       | Очки: Вільям Кіс - 20 очок Підб.: Ламейн Вілсон - 7 підбирань |  | ПС Метеор Глядачів: 2300 Судді: Борис Шульга, Володимир Педьєв, Олександр Буханевич |

| 23 лютого 2011 19.00 | Протокол | Дніпро-Азот                                                        | 92–85 | Дніпро                                                        |  | Глядачів: 1092 Судді: Владислав Ісаченко, Олександр Нагорний, Антон Кітаєв |
| 23 лютого 2011 19.00 | Протокол | Рахунок за чвертями: 22-16, 27-20, 30-21, 13-28                    |       |                                                               |  | Глядачів: 1092 Судді: Владислав Ісаченко, Олександр Нагорний, Антон Кітаєв |
| 23 лютого 2011 19.00 | Протокол | Очки: Максим Балашов - 28 очок Підб.: Майкл Фрейзер - 11 підбирань |       | Очки: Стівен Буртт - 38 очок Підб.: Маріо Остін - 9 підбирань |  | Глядачів: 1092 Судді: Владислав Ісаченко, Олександр Нагорний, Антон Кітаєв |

| 26 лютого 2011 14.00 | Протокол | Дніпро                                                         | 82–77 | БК Одеса                                                        |  | ПС Метеор Глядачів: 3400 Судді: Борис Рижик, Андрій Бабик, Олександр Буханевич |
| 26 лютого 2011 14.00 | Протокол | Рахунок за чвертями: 24-16, 19-17, 21-22, 18-22                |       |                                                                 |  | ПС Метеор Глядачів: 3400 Судді: Борис Рижик, Андрій Бабик, Олександр Буханевич |
| 26 лютого 2011 14.00 | Протокол | Очки: Стівен Буртт - 20 очок Підб.: Маріо Остін - 11 підбирань |       | Очки: Ендрю Вашинтон - 17 очок Підб.: Артем Швець - 8 підбирань |  | ПС Метеор Глядачів: 3400 Судді: Борис Рижик, Андрій Бабик, Олександр Буханевич |

| 28 лютого 2011 19.00 | Протокол | Дніпро                                                       | 77–69 | БК Хімік                                                        |  | ПС Метеор Глядачів: 2100 Судді: Владислав Ісаченко, Роман Пономаренко, Олексій Широбоков |
| 28 лютого 2011 19.00 | Протокол | Рахунок за чвертями: 20-20, 21-17, 17-21, 19-11              |       |                                                                 |  | ПС Метеор Глядачів: 2100 Судді: Владислав Ісаченко, Роман Пономаренко, Олексій Широбоков |
| 28 лютого 2011 19.00 | Протокол | Очки: Маріо Остін - 28 очок Підб.: Маріо Остін - 9 підбирань |       | Очки: Куртіс Мілладж - 19 очок Підб.: Едін Бавчіч - 9 підбирань |  | ПС Метеор Глядачів: 2100 Судді: Владислав Ісаченко, Роман Пономаренко, Олексій Широбоков |

### IV коло
| 15 березня 2011 19.00 | Протокол | Будівельник                                                         | 72–52 | Дніпро                                                             |  | СК «Меридіан» Глядачів: 250 Судді: Сергій Чайковський, Роман Пономаренко, Сергій Ніколащенко |
| 15 березня 2011 19.00 | Протокол | Рахунок за чвертями: 14-9, 20-19, 21-10, 17-14                      |       |                                                                    |  | СК «Меридіан» Глядачів: 250 Судді: Сергій Чайковський, Роман Пономаренко, Сергій Ніколащенко |
| 15 березня 2011 19.00 | Протокол | Очки: Денис Яковлєв - 19 очок Підб.: Михайло Анісімов - 9 підбирань |       | Очки: Стівен Буртт - 17 очок Підб.: Максим Корнієнко - 9 підбирань |  | СК «Меридіан» Глядачів: 250 Судді: Сергій Чайковський, Роман Пономаренко, Сергій Ніколащенко |

| 21 березня 2011 18.00 | Протокол | БК Хімік | 95–86 | Дніпро                                                                          |  | Глядачів: 1000 Судді: Сергій Защук, Владислав Ісаченко, Олексій Калашніков |
| 21 березня 2011 18.00 | Протокол | Рахунок за чвертями: 21-25, 24-17, 22-20, 28-24                                                                   |       |                                                                                 |  | Глядачів: 1000 Судді: Сергій Защук, Владислав Ісаченко, Олексій Калашніков |
| 21 березня 2011 18.00 | Протокол | Очки: Олександр Кольченко - 19 очок Підб.: Сергій Попов, Станіслав Завадський, Олександр Кольченко - 4 підбирання |       | Очки: Станіслав Тимофеєнко - 22 очки Підб.: Станіслав Тимофеєнко - 9 підбирання |  | Глядачів: 1000 Судді: Сергій Защук, Владислав Ісаченко, Олексій Калашніков |

| 23 березня 2011 19.00 | Протокол | БК Одеса                                                         | 98–95 | Дніпро                                                           |  | Глядачів: 830 Судді: Владислав Ісаченко, Роман Пономаренко, Олексій Калашніков |
| 23 березня 2011 19.00 | Протокол | Рахунок за чвертями: 19-22, 22-23, 26-22, 31-28                  |       |                                                                  |  | Глядачів: 830 Судді: Владислав Ісаченко, Роман Пономаренко, Олексій Калашніков |
| 23 березня 2011 19.00 | Протокол | Очки: Ендрю Вашинтон - 27 очок Підб.: Еджіке Угбоя - 7 підбирань |       | Очки: Стівен Буртт - 41 очко Підб.: Аарон Петтвей - 10 підбирань |  | Глядачів: 830 Судді: Владислав Ісаченко, Роман Пономаренко, Олексій Калашніков |

| 26 березня 2011 16.00 | Протокол | МБК «Миколаїв»                                                                 | 75–68 | Дніпро                                                                           |  | Глядачів: 1700 Судді: Сергій Чебишев, Андрій Бабик |
| 26 березня 2011 16.00 | Протокол | Рахунок за чвертями: 12-17, 26-17, 22-11, 15-23                                |       |                                                                                  |  | Глядачів: 1700 Судді: Сергій Чебишев, Андрій Бабик |
| 26 березня 2011 16.00 | Протокол | Очки: Олексій Онуфрієв, Брайан Грін - 16 очок Підб.: Джеймс Х'юз - 9 підбирань |       | Очки: Стівен Буртт - 25 очок Підб.: Стівен Буртт, Максим Корнієнко - 9 підбирань |  | Глядачів: 1700 Судді: Сергій Чебишев, Андрій Бабик |

| 29 березня 2011 19.00 | Протокол | Дніпро                                                                 | 75–67 | Дніпро-Азот                                                        |  | ПС Метеор Глядачів: 2300 Судді: Сергій Чайковський, Сергій Ніколащенко, Олексій Широбоков |
| 29 березня 2011 19.00 | Протокол | Рахунок за чвертями: 23-15, 15-14, 18-18, 19-20                        |       |                                                                    |  | ПС Метеор Глядачів: 2300 Судді: Сергій Чайковський, Сергій Ніколащенко, Олексій Широбоков |
| 29 березня 2011 19.00 | Протокол | Очки: Стівен Буртт - 20 очок Підб.: Станіслав Тимофеєнко - 9 підбирань |       | Очки: Максим Балашов - 20 очок Підб.: Майкл Фрейзер - 13 підбирань |  | ПС Метеор Глядачів: 2300 Судді: Сергій Чайковський, Сергій Ніколащенко, Олексій Широбоков |

| 31 березня 2011 19.00 | Протокол | Дніпро                                                                                 | 62–53 | БК «Київ»                                                                                |  | ПС Метеор Глядачів: 3500 Судді: Олексій Калашніков, Олег Вінокуров, Олександр Раєвський |
| 31 березня 2011 19.00 | Протокол | Рахунок за чвертями: 7-14, 19-20, 13-9, 23-10                                          |       |                                                                                          |  | ПС Метеор Глядачів: 3500 Судді: Олексій Калашніков, Олег Вінокуров, Олександр Раєвський |
| 31 березня 2011 19.00 | Протокол | Очки: Микола Вільховецький, Стівен Буртт - 16 очок Підб.: Аарон Петтвей - 14 підбирань |       | Очки: Віталій Коваленко, Владислав Подолян - 11 очок Підб.: Максим Сандул - 11 підбирань |  | ПС Метеор Глядачів: 3500 Судді: Олексій Калашніков, Олег Вінокуров, Олександр Раєвський |

| 3 квітня 2011 14.00 | Протокол | Дніпро                                                                               | 48–69 | БК Донецьк                                                         |  | ПС Метеор Глядачів: 3000 Судді: Сергій Защук, Владислав Ісаченко, Євген Заікін |
| 3 квітня 2011 14.00 | Протокол | Рахунок за чвертями: 14-11, 17-22, 7-19, 10-17                                       |       |                                                                    |  | ПС Метеор Глядачів: 3000 Судді: Сергій Защук, Владислав Ісаченко, Євген Заікін |
| 3 квітня 2011 14.00 | Протокол | Очки: Микола Вільховецький, Маріо Остін - 10 очок Підб.: Аарон Петтвей - 9 підбирань |       | Очки: Бранко Цветковіч - 23 очки Підб.: Хуан Едвардс - 8 підбирань |  | ПС Метеор Глядачів: 3000 Судді: Сергій Защук, Владислав Ісаченко, Євген Заікін |

| 6 квітня 2011 19.00 | Протокол | Дніпро                                                                 | 81–72 | Азовмаш                                                   |  | ПС Метеор Глядачів: 4000 Судді: Борис Рижик, Роман Пономаренко, Володимир Педьєв |
| 6 квітня 2011 19.00 | Протокол | Рахунок за чвертями: 9-24, 18-21, 24-7, 30-20                          |       |                                                           |  | ПС Метеор Глядачів: 4000 Судді: Борис Рижик, Роман Пономаренко, Володимир Педьєв |
| 6 квітня 2011 19.00 | Протокол | Очки: Стівен Буртт - 29 очок Підб.: Станіслав Тимофеєнко - 6 підбирань |       | Очки: П'єр Пірс - 17 очок Підб.: Кріс Оуенс - 9 підбирань |  | ПС Метеор Глядачів: 4000 Судді: Борис Рижик, Роман Пономаренко, Володимир Педьєв |

| 8 квітня 2011 19.00 | Протокол | Дніпро                                                                | 84–71 | Ферро-ЗНТУ                                                                          |  | ПС Метеор Глядачів: 4500 Судді: Владислав Ісаченко, Андрій Бабик, Олександр Нагорний |
| 8 квітня 2011 19.00 | Протокол | Рахунок за чвертями: 18-26, 23-15, 17-16, 26-14                       |       |                                                                                     |  | ПС Метеор Глядачів: 4500 Судді: Владислав Ісаченко, Андрій Бабик, Олександр Нагорний |
| 8 квітня 2011 19.00 | Протокол | Очки: Стівен Буртт - 30 очок Підб.: Костянтин Глазирін - 13 підбирань |       | Очки: Крістіан Бьорнс, Кеддрік Мейс - 18 очок Підб.: Крістіан Бьорнс - 16 підбирань |  | ПС Метеор Глядачів: 4500 Судді: Владислав Ісаченко, Андрій Бабик, Олександр Нагорний |

| 12 квітня 2011 19.00 | Протокол | Кривбасбаскет                                                    | 83–73 | Дніпро                                                        |  | Глядачів: 1013 Судді: Борис Рижик, Олексій Калашніков, Віктор Хоменко |
| 12 квітня 2011 19.00 | Протокол | Рахунок за чвертями: 21-24, 23-17, 17-19, 22-13                  |       |                                                               |  | Глядачів: 1013 Судді: Борис Рижик, Олексій Калашніков, Віктор Хоменко |
| 12 квітня 2011 19.00 | Протокол | Очки: Ігор Зайцев - 30 очок Підб.: Артем Сліпенчук - 8 підбирань |       | Очки: Денхам Браун - 18 очок Підб.: Маріо Остін - 9 підбирань |  | Глядачів: 1013 Судді: Борис Рижик, Олексій Калашніков, Віктор Хоменко |

| 15 квітня 2011 19.00 | Протокол | Дніпро                                                             | 87–78 | БК «Галичина»                                                    |  | ПС Метеор Глядачів: 3890 Судді: Сергій Защук, Сергій Чайковський, Олексій Широбоков |
| 15 квітня 2011 19.00 | Протокол | Рахунок за чвертями: 24-14, 20-17, 20-20, 23-27                    |       |                                                                  |  | ПС Метеор Глядачів: 3890 Судді: Сергій Защук, Сергій Чайковський, Олексій Широбоков |
| 15 квітня 2011 19.00 | Протокол | Очки: Стівен Буртт - 24 очки Підб.: Максим Корнієнко - 8 підбирань |       | Очки: Тодд Ебернетті - 20 очок Підб.: Алан Вігінс - 10 підбирань |  | ПС Метеор Глядачів: 3890 Судді: Сергій Защук, Сергій Чайковський, Олексій Широбоков |

| 17 квітня 2010 14.00 | Протокол | Дніпро                                                                | 86–91 | БК «Говерла»                                                    |  | ПС Метеор Глядачів: 3870 Судді: Сергій Защук, Роман Пономаренко, Сергій Ніколащенко |
| 17 квітня 2010 14.00 | Протокол | Рахунок за чвертями: 19-27, 19-18, 31-21, 17-25                       |       |                                                                 |  | ПС Метеор Глядачів: 3870 Судді: Сергій Защук, Роман Пономаренко, Сергій Ніколащенко |
| 17 квітня 2010 14.00 | Протокол | Очки: Маріо Остін - 21 очко Підб.: Станіслав Тимофеєнко - 9 підбирань |       | Очки: Джеремі Шаппел - 18 очок Підб.: Ерік Колмен - 8 підбирань |  | ПС Метеор Глядачів: 3870 Судді: Сергій Защук, Роман Пономаренко, Сергій Ніколащенко |

## Кубок Суперліги

### 1/4 фіналу
| 14 січня 2011 18.00 | Протокол | Дніпро                                                               | 89–61 | Будівельник                                                        |  | СК «Мегарон» Глядачів: 480 Судді: Борис Шульга, Владислав Ісаченко, Олександр Раєвський |
| 14 січня 2011 18.00 | Протокол | Рахунок за чвертями: 24-12, 22-16, 19-16, 24-17                      |       |                                                                    |  | СК «Мегарон» Глядачів: 480 Судді: Борис Шульга, Владислав Ісаченко, Олександр Раєвський |
| 14 січня 2011 18.00 | Протокол | Очки: Олексій Щепкін - 19 очок Підб.: Максим Корнієнко - 9 підбирань |       | Очки: Віктор Кобзистий - 27 очок Підб.: Віктор Кобзистий - 11 очок |  | СК «Мегарон» Глядачів: 480 Судді: Борис Шульга, Владислав Ісаченко, Олександр Раєвський |

| 15 січня 2011 14.00 | Протокол | Будівельник                                                        | 45–90 | Дніпро                                                                   |  | СК «Мегарон» Глядачів: 320 Судді: Сергій Чайковський, Олексій Калашніков, Володимир Педьєв |
| 15 січня 2011 14.00 | Протокол | Рахунок за чвертями: 11-19, 5-25, 10-25, 19-21                     |       |                                                                          |  | СК «Мегарон» Глядачів: 320 Судді: Сергій Чайковський, Олексій Калашніков, Володимир Педьєв |
| 15 січня 2011 14.00 | Протокол | Очки: Андрій Жеребко - 12 очок Підб.: Олександр Фурс - 9 підбирань |       | Очки: Костянтин Глазирін - 12 очок Підб.: Олександр Місяць - 8 підбирань |  | СК «Мегарон» Глядачів: 320 Судді: Сергій Чайковський, Олексій Калашніков, Володимир Педьєв |

### 1/2 фіналу
| 12 лютого 2011 14.00 | Протокол | БК Донецьк                                                            | 84–89 | Дніпро                                                   |  | ПС Метеор Глядачів: 5500 Судді: Володимир Драбіковський, Борис Рижик, Владислав Ісаченко | 2+2 |
| 12 лютого 2011 14.00 | Протокол | Рахунок за чвертями: 10-11, 21-34, 26-14, 27-30                       |       |                                                          |  | ПС Метеор Глядачів: 5500 Судді: Володимир Драбіковський, Борис Рижик, Владислав Ісаченко | 2+2 |
| 12 лютого 2011 14.00 | Протокол | Очки: Флорес – 22 очка Підб.: Хуан Едвардс, Ясмін Хукіч - 8 підбирань |       | Очки: Бьортт – 35 очок Підб.: Маріо Остін - 11 підбирань |  | ПС Метеор Глядачів: 5500 Судді: Володимир Драбіковський, Борис Рижик, Владислав Ісаченко | 2+2 |

### Фінал
| 13 лютого 2011 14.00 | Протокол | Дніпро                                                         | 81–79 | Азовмаш                                                       |  | ПС Метеор Глядачів: 5400 Судді: Володимир Драбіковський, Борис Рижик, Сергій Чебишев | 2+2 |
| 13 лютого 2011 14.00 | Протокол | Рахунок за чвертями: 20-20, 24-20, 16-23, 21-16                |       |                                                               |  | ПС Метеор Глядачів: 5400 Судді: Володимир Драбіковський, Борис Рижик, Сергій Чебишев | 2+2 |
| 13 лютого 2011 14.00 | Протокол | Очки: Стівен Буртт - 37 очок Підб.: Маріо Остін - 11 підбирань |       | Очки: Рамел Каррі - 28 очок Підб.: Рамел Каррі - 4 підбирання |  | ПС Метеор Глядачів: 5400 Судді: Володимир Драбіковський, Борис Рижик, Сергій Чебишев | 2+2 |

## Серія плей-офф

### 1/8 фіналу
| 21 сквітня 2011 19.00 | Протокол | Будівельник                                                         | 71–76 | Дніпро                                                          |  | СК «Меридіан» Глядачів: 400 Судді: Сергій Чебишев, Владислав Ісаченко, Володимир Педьєв |
| 21 сквітня 2011 19.00 | Протокол | Рахунок за чвертями: 24-10, 16-20, 19-28, 12-18                     |       |                                                                 |  | СК «Меридіан» Глядачів: 400 Судді: Сергій Чебишев, Владислав Ісаченко, Володимир Педьєв |
| 21 сквітня 2011 19.00 | Протокол | Очки: Ламейн Вілсон - 14 очок Підб.: Михайло Анісімов - 8 підбирань |       | Очки: Стівен Буртт - 27 очок Підб.: Стівен Буртт - 10 підбирань |  | СК «Меридіан» Глядачів: 400 Судді: Сергій Чебишев, Владислав Ісаченко, Володимир Педьєв |

| 23 квітня 2011 14.00 | Протокол | Будівельник                                                  | 83–78 | Дніпро                                                         |  | СК «Меридіан» Глядачів: 450 Судді: Борис Шульга, Сергій Защук, Олексій Калашніков |
| 23 квітня 2011 14.00 | Протокол | Рахунок за чвертями: 24-26, 21-16, 21-15, 17-21              |       |                                                                |  | СК «Меридіан» Глядачів: 450 Судді: Борис Шульга, Сергій Защук, Олексій Калашніков |
| 23 квітня 2011 14.00 | Протокол | Очки: Денис Яковлєв - 17 очок Підб.: Зак Морлі - 8 підбирань |       | Очки: Денхам Браун - 22 очки Підб.: Денхам Браун - 8 підбирань |  | СК «Меридіан» Глядачів: 450 Судді: Борис Шульга, Сергій Защук, Олексій Калашніков |

| 26 квітня 2011 19.00 | Протокол | Дніпро | vs. | Будівельник |  | ПС Метеор |

| 28 квітня 2011 19.00 | Протокол | Дніпро | vs. | Будівельник |  | ПС Метеор |

## Єдина ліга ВТБ(чоловіки)
Група А
| Команда       | І | В | П | Зм  | Пм  | Різниця | О  |
| ------------- | - | - | - | --- | --- | ------- | -- |
| ЦСКА (Москва) | 8 | 7 | 1 | 617 | 504 | 113     | 15 |
| УНІКС         | 8 | 7 | 1 | 668 | 554 | 114     | 15 |
| Летувос Рітас | 8 | 4 | 4 | 622 | 601 | 21      | 12 |
| Мінськ-2006   | 8 | 4 | 4 | 618 | 603 | 15      | 12 |
| Дніпро        | 8 | 2 | 6 | 588 | 689 | −101    | 10 |
| Хонка         | 8 | 0 | 8 | 542 | 704 | −162    | 8  |

| 6 жовтня 2010 18.30 | Протокол | Хонка                                                     | 73–81 | Дніпро                      | OT | Глядачів: 1800 Судді: Роберт Лоттермозер, Олексій Давидов | 2+2 |
| 6 жовтня 2010 18.30 | Протокол | Рахунок за чвертями: 24-20, 11-13, 12-13, 13-14 OT: 13-21 |       |                             | OT | Глядачів: 1800 Судді: Роберт Лоттермозер, Олексій Давидов | 2+2 |
| 6 жовтня 2010 18.30 | Протокол | Очки: Джон Уільямсон - 24 очки                            |       | Очки: Маріо Остін - 23 очки | OT | Глядачів: 1800 Судді: Роберт Лоттермозер, Олексій Давидов | 2+2 |

| 31 жовтня 2010 18.00 | Протокол | ЦСКА                                                                   | 113–73 | Дніпро                                                                        |  | Глядачів: 2000 | 2+2 |
| 31 жовтня 2010 18.00 | Протокол | Рахунок за чвертями: 30-17, 24-22, 29-15, 30-19                        |        |                                                                               |  | Глядачів: 2000 | 2+2 |
| 31 жовтня 2010 18.00 | Протокол | Очки: Андрій Воронцевич - 16 очок Підб.: Бобан Марьянович - 7 підборів |        | Очки: Стівен Буртт, Ендрю Аделеке - 13 очок Підб.: Ендрю Аделеке - 5 підборів |  | Глядачів: 2000 | 2+2 |

| 12 листопада 2010 19.00 | Протокол | Дніпро                                                         | 73–79 | Мінськ-2006 |  | ПС Метеор Глядачів: 3180 | 2+2 |
| 12 листопада 2010 19.00 | Протокол | Рахунок за чвертями: 17-25, 18-19, 24-20, 14-15                |       | |  | ПС Метеор Глядачів: 3180 | 2+2 |
| 12 листопада 2010 19.00 | Протокол | Очки: Маріо Остін - 22 очки Підб.: Аарон Петтвей - 8 підбирань |       | Очки: Денис Коршук - 18 очок Підб.: Шон Маккі, Мелвін Сендерс, Шон Кінг, Денис Коршук, Олег Коженець - по 7 підбирань |  | ПС Метеор Глядачів: 3180 | 2+2 |

| 28 листопада 2010 14.00 | Протокол | Дніпро                                                          | 67–104 | УНІКС                                                           |  | ПС Метеор Глядачів: 3420 Судді: Олег Латишев, Оскарс Лучис | 2+2 |
| 28 листопада 2010 14.00 | Протокол | Рахунок за чвертями: 17-32, 14-27, 17-25, 19-20                 |        |                                                                 |  | ПС Метеор Глядачів: 3420 Судді: Олег Латишев, Оскарс Лучис | 2+2 |
| 28 листопада 2010 14.00 | Протокол | Очки: Стівен Буртт - 15 очок Підб.: Аарон Петтвей - 9 підбирань |        | Очки: Марко Попович - 21 очко Підб.: Мачей Лампе - 11 підбирань |  | ПС Метеор Глядачів: 3420 Судді: Олег Латишев, Оскарс Лучис | 2+2 |

| 12 грудня 2010 14.00 | Протокол | Дніпро                                                          | 69–82 | Летувос Рітас                                                      |  | ПС Метеор Глядачів: 4050 Судді: Ілля Белошевич, Іво Долінек, Антон Махлін | 2+2 |
| 12 грудня 2010 14.00 | Протокол | Рахунок за чвертями: 18-22, 19-19, 12-26, 20-15                 |       |                                                                    |  | ПС Метеор Глядачів: 4050 Судді: Ілля Белошевич, Іво Долінек, Антон Махлін | 2+2 |
| 12 грудня 2010 14.00 | Протокол | Очки: Стівен Буртт - 22 очки Підб.: Аарон Петтвей - 8 підбирань |       | Очки: Кенан Байрамович - 16 очок Підб.: Кемаль Налга - 7 підбирань |  | ПС Метеор Глядачів: 4050 Судді: Ілля Белошевич, Іво Долінек, Антон Махлін | 2+2 |

| 5 січня 2010 19.00 | Протокол | Мінськ-2006                                                                             | 85–74 | Дніпро                                                         |  | Глядачів: 3000 Судді: Томас Ясавичус, Януш Калик, Евгений Ветров | 2+2 |
| 5 січня 2010 19.00 | Протокол | Рахунок за чвертями: 24-21, 23-23, 23-15, 15-15                                         |       |                                                                |  | Глядачів: 3000 Судді: Томас Ясавичус, Януш Калик, Евгений Ветров | 2+2 |
| 5 січня 2010 19.00 | Протокол | Очки: Шон Маккі, Мелвін Сендерс - 19 очок Підб.: Мелвін Сендерс, Шон Кінг - 7 підбирань |       | Очки: Стівен Буртт - 24 очки Підб.: Денем Браун - 14 підбирань |  | Глядачів: 3000 Судді: Томас Ясавичус, Януш Калик, Евгений Ветров | 2+2 |

| 12 січня 2010 19.00 | Протокол | Дніпро                                                                            | 65–74 | ЦСКА                                                                |  | ПС Метеор Глядачів: 6100 Судді: Олег Латышев, Мирослав Томов | 2+2 |
| 12 січня 2010 19.00 | Протокол | Рахунок за чвертями: 18-25, 15-16, 19-18, 13-15                                   |       |                                                                     |  | ПС Метеор Глядачів: 6100 Судді: Олег Латышев, Мирослав Томов | 2+2 |
| 12 січня 2010 19.00 | Протокол | Очки: Стівен Буртт - 26 очок Підб.: Аарон Петтвей, Максим Корнієнко - 7 підбирань |       | Очки: Траджан Ленгдон - 18 очок Підб.: Матьяз Смодіш - 11 підбирань |  | ПС Метеор Глядачів: 6100 Судді: Олег Латышев, Мирослав Томов | 2+2 |

| 10 лютого 2010 19.00 | Протокол | Дніпро                                                                 | 86–79 | Хонка                                                           |  | Судді: Юргіс Лавринавічус, Федір Дмитрієв, Георгій Пономарьов | 2+2 |
| 10 лютого 2010 19.00 | Протокол | Рахунок за чвертями: 17-19, 22-18, 19-21, 28-21                        |       |                                                                 |  | Судді: Юргіс Лавринавічус, Федір Дмитрієв, Георгій Пономарьов | 2+2 |
| 10 лютого 2010 19.00 | Протокол | Очки: Стівен Буртт - 17 очок Підб.: Станіслав Тимофієнко - 9 підбирань |       | Очки: Джамар Вілсон - 27 очок Підб.: Корі Белзер - 10 підбирань |  | Судді: Юргіс Лавринавічус, Федір Дмитрієв, Георгій Пономарьов | 2+2 |

| 9 березня 2010 |  | УНІКС | vs. | Дніпро |  |  |

| 17 березня 2010 |  | Летувос Рітас | vs. | Дніпро |  |  |

## Жіноча українська професійна баскетбольна ліга
| Жіноча команда        | Місце | Очок |
| --------------------- | ----- | ---- |
| БК ТІМ-СКУФ           | 1     | 12   |
| БК Динамо-НПУ         | 2     | 11   |
| БК Козачка            | 3     | 10   |
| БК Франківськ         | 4     | 8    |
| БК Южна Пальміра      | 5     | 8    |
| БК Донбас             | 6     | 7    |
| БК «Дніпро-ДВУФК»     | 7     | 6    |
| БК Політехніка        | 8     | 6    |
| БК Орлан              | 9     | 5    |
| БК Луганські ластівки | 10    | 5    |